# Глостер Нетснепер
Глостер Нетснепер (енгл. Gloster Gnatsnapper) је једноседи морнарички ловац направљен у Уједињеном Краљевству. Авион је први пут полетео 1928. године. 

Овај прототип ловца за носаче авиона је испитиван са разним моторима, али на крају није поручен за РМ.
Највећа брзина авиона при хоризонталном лету је износила 265 km/h.
Практична највећа висина током лета је износила 6250 метара а брзина успињања 375 метара у минути. Распон крила авиона је био 10,2 метара, а дужина трупа 7,48 метара. Био је наоружан са два митраљеза калибра 7,7 милиметара Викерс.

## Наоружање
| Наоружање авиона: Глостер Нетснепер |     |
| Ватрено (стрељачко) наоружање       |     |
| Топ                                 |     |
| Митраљез                            |     |
| Број и ознака митраљеза             | 2   |
| Калибар                             | 7,7 |
| Бомбардерско наоружање (бомбе)      |     |
| Ракетно наоружање (ракете)          |     |